# مشروع هاب ماب الدولي
مشروع هاب ماب الدولي (بالإنجليزية: International HapMap Project)‏ هي منظمة تهدف إلى وضع خارطة النمط الفرداني (Haploid Map) للجينوم البشري، والتي سوف تصف الأنماط الشائعة للاختلافات في الجينات البشرية. هاب ماب هو مورد رئيسي للباحثين لإيجاد المتغيرات الجينية التي تؤثر على الصحة والمرض والاستجابة للأدوية والعوامل البيئية. المعلومات الناتجة عن المشروع متاحة بحرية للباحثين في جميع أنحاء العالم.
مشروع هاب ماب الدولي هو ثمرة تعاون بين الباحثين في المراكز الأكاديمية، ومجموعات البحوث الطبية الحيوية غير هادفة للربح والشركات الخاصة في كندا، والصين، واليابان، ونيجيريا، والمملكة المتحدة، والولايات المتحدة. بدأ المشروع رسميًّا باجتماع 27-29 أكتوبر 2002، وكان من المتوقع أن يستغرق حوالي ثلاث سنوات. ويضم مرحلتين؛ نشرت البيانات التي تم الحصول عليها كاملة في المرحلة الأولى في 27 أكتوبر 2005. ولاحقًا نُشر تحليل لبيانات المرحلة الثانية في أكتوبر 2007. و في ربيع عام 2009, نُشرت بيانات المرحلة الثالثة.

## وصلات خارجية
مشروع هاب ماب الدولي (الصفحة الرئيسية)